# (7636) Comba
(7636) Comba (1984 CM) – planetoida z grupy pasa głównego asteroid okrążająca Słońce w ciągu 4,2 lat w średniej odległości 2,6 j.a. Odkryta 5 lutego 1984 roku.